# Ca’ Sanudo Turloni
Ca’ Sanudo Turloni ist ein Palast in Venedig in der italienischen Region Venetien. Er liegt im Sestiere San Polo in der Calle Pezzana mit Blick zum Rio de Sant’Antonio in der Nähe des Campo San Polo und des Palazzo Corner Mocenigo.

## Geschichte
Der Palast wurde vermutlich im 13. Jahrhundert in venezianisch-byzantinischem Stil für die alte Adelsfamilie Sanudo errichtet. Er blieb bis 1852 in deren Händen, als der letzte Abkömmling, Francesco Livio Sanudo starb. Er kaufte das Anwesen an Angelo Revedin. Im Jahre 2015 wurde der Palast in einzelne Wohnungen aufgeteilt.
Auch der Palazzo Soranzo-van Axel im Sestiere Cannaregio gehörte im 17. Jahrhundert den Sanudo.

## Beschreibung
Die Hauptfassade zum Rio Sant’Antonio ist in gotischem Stil gehalten, der in der Renaissance überarbeitet wurde. Über die Jahrhunderte wurden viele Veränderungen an dem Palast vorgenommen, u. a. wurde er auf fünf Geschosse aufgestockt. Im Innenhof gab es einen Brunnen. In den Innenräumen sind einige Fresken von Gaspare Diziani erhalten. Ein Teil des Palastes grenzte einst an den Campo San Polo an. Heute aber ist er in einzelne Wohnungen aufgeteilt.